# Hermandad de la Soledad (Ayamonte)
La Hermandad de la Soledad es una cofradía católica de la ciudad de Ayamonte en la provincia de Huelva (Andalucía, España). Su nombre es el de Muy Antigua, Real e Ilustre Hermandad Franciscana de Penitencia de la Vera Cruz, Santo Entierro de Cristo y María Santísima en su Soledad, teniendo su sede en el Templo de San Francisco.
Es la hermandad más antigua de cuantas procesionan en la Semana Santa de Ayamonte, así como la cofradía de Semana Santa de mayor antigüedad de la provincia de Huelva.

## Historia
Esta hermandad es resultado de la fusión de dos antiguas cofradías: la del Santo Entierro de Cristo y María Santísima en su Soledad, y la de la Vera Cruz.

### Cofradía de la Vera Cruz
La Cofradía de la Vera Cruz fue fundada en el Templo de San Francisco el 5 de mayo de 1550, y dos años después, en 1552, fue ratificada por el marqués de Ayamonte, Don Francisco de Guzmán. 
La cofradía, posiblemente la más antigua de la provincia de Huelva, centraba su culto en una imagen de la Santa Crucifixión de Cristo, y en la celebración de una fiesta el día de la Santa Cruz de Mayo.

### Hermandad del Santo Entierro y María Santísima en su Soledad
Esta hermandad fue fundada por Doña Teresa de Zúñiga, duquesa de Béjar, la cual costeó la capilla de la Soledad, anexa al Templo de San Francisco. Aunque no hay demasiados datos sobre su fundación, se establece como fecha de erección el 9 de julio de 1550, mientras que sus estatutos se aprobaron el 3 de septiembre de 1581, por el Arzobispado de Sevilla.
En 1765, el presbítero Juan Eligio González era el mayordomo de la Cofradía de la Santa Vera Cruz, situada en el Convento de San Francisco. Durante su mayordomía, debido al lamentable estado de conservación en el que se encontraban los pasos, se produjeron numerosos arreglos y un gran avance en la hermandad. Además, donó 12.000 reales de vellón para el dorado del retablo y el adorno de la capilla de la Soledad.

### Fusión de ambas cofradías a partir de 1872

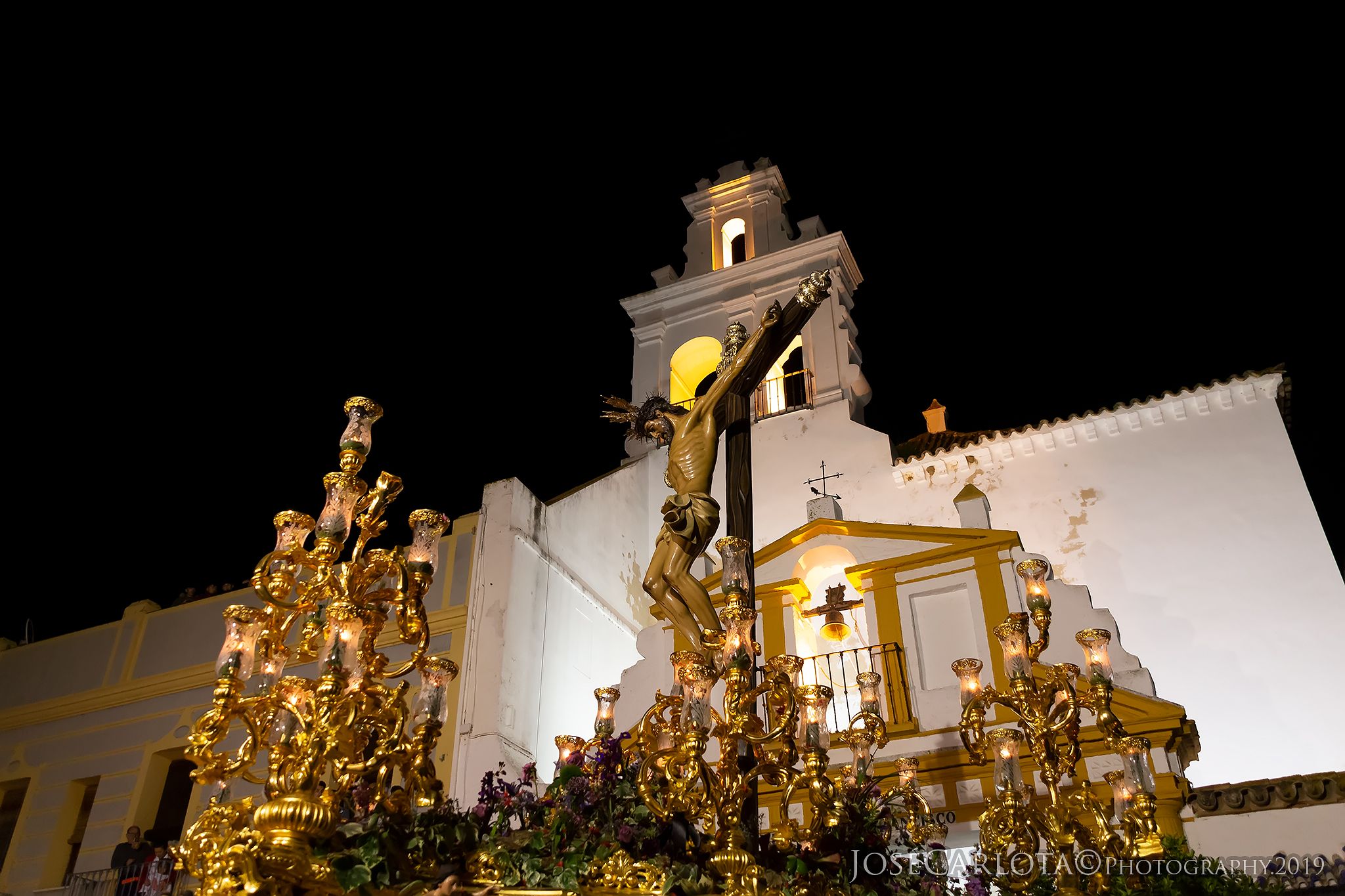
Cristo de la Vera Cruz.

En octubre de 1872, tras la fusión pasó a denominarse Hermandad del Santo Entierro, Soledad y Vera Cruz. 
Tras un periodo transitorio, la hermandad alcanzó una consolidación en 1908, fecha en la que la corporación adquiere una Junta de Gobierno, que intentó darle un impulso a la cofradía en una época considerablemente difícil económicamente. Entre las medidas adoptadas en la época, se encuentra la de adecentar la sede canónica, que por aquel entonces amenazaba en convertirse en ruinas al igual que el convento anexo a la misma. Entre esas medidas encontramos la construcción de una capilla lateral en la que se talló el actual retablo. Otro importante estreno de la época fue la urna del paso del Santo Entierro, que hoy día sigue procesionando cada Viernes Santo. De aquel paso original únicamente queda la urna y la corona que remata al paso. 
El 23 de enero de 1908 se decidió nombrar Hermanos Mayores Honorarios a los Reyes de España, Alfonso XIII y su mujer, la reina Victoria Eugenia de Battemberg, por lo que la hermandad adquiere el título de "Real".
En 1924, fue escrita la Revista Ilustrada de la Semana Santa por Enrique Villegas, y así se describía la estación de penitencia de esta hermandad: El Viernes Santo, a las 19 horas, desde la Parroquia del Salvador, la Hermandad del Santo Entierro, Soledad y Vera Cruz comenzaba su estación de penitencia. La citada cofradía tenía cuatro pasos, dedicado el primero al Santísimo Cristo en la Cruz y el segundo a la Santa Cruz en el Calvario con las alegorías del Triunfo sobre el Pecado. El tercero era el del Santo Sepulcro de Ntro. Señor Jesucristo, cuya efigie databa, según la citada publicación, de principios del siglo XVI y finalmente, el cuarto, el de María Santísima en su Soledad. En el año 1924 la cofradía inició su estación de penitencia en la Parroquia del Salvador, finalizándola en el Templo de San Francisco. Los cofrades de los dos primeros pasos vestían traje blanco y antifaz verde y los restantes, túnica negra y antifaz verde.

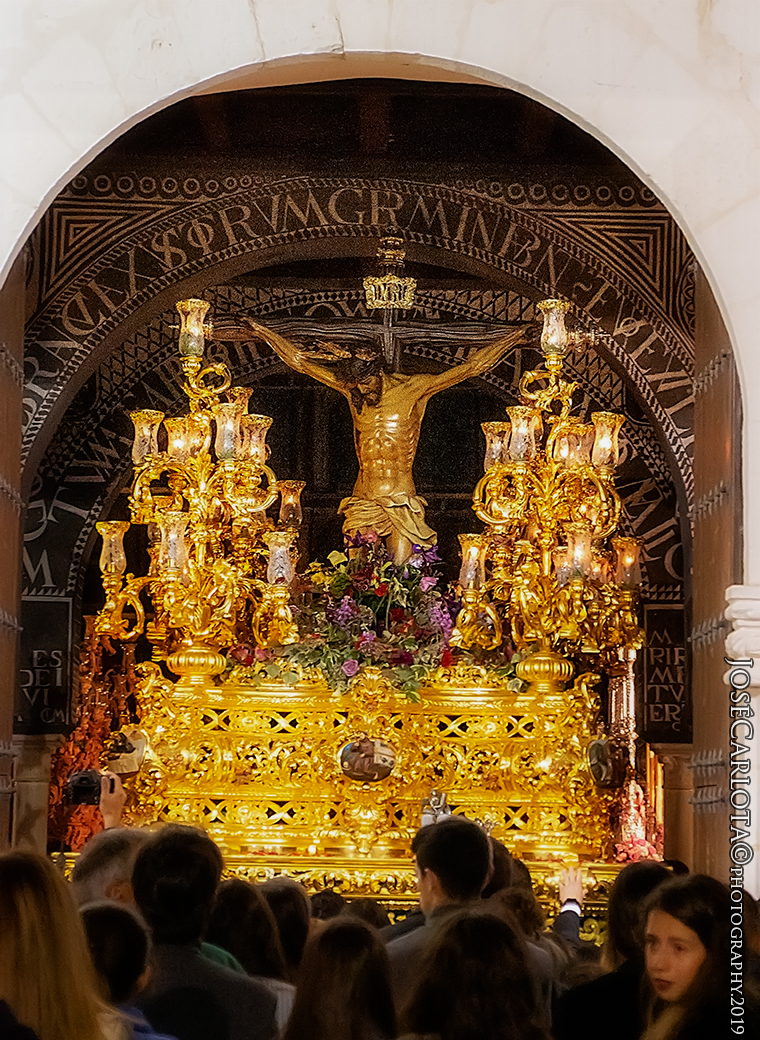
Cristo de la Vera Cruz en su paso.

En 1932 se acordó, por circunstancias políticas, no procesionar, al igual que en 1933 y en 1936, pero esta vez, por falta de ingresos. En aquellos años, la cofradía contaba con cuatro pasos, el Cristo de la Vera Cruz, el Triunfo de la Santa Cruz, el Santo Entierro y cerrando el cortejo, María Santísima en su Soledad.
La alegoría del Triunfo de la Santa Cruz sobre la muerte dejó de procesionar en 1956 por falta de ingresos y por el deplorable estado en el que se encontraba el paso, y a día de hoy, no ha vuelto a procesionar.
Entre 1963 y 1965, la Cofradía procesionó en la jornada de Sábado Santo, ya que fue en 1965 cuando el Obispo de la Diócesis prohibió a la corporación realizar de estación de penitencia ese día, volviendo así a la jornada de Viernes Santo.

## Hábito de nazareno
El hábito de nazareno consiste en túnica con cola negra, cíngulo blanco con dos nudos, en alusión a los frailes franciscanos, y antifaz de terciopelo de color verde, con el escudo de la cofradía bordado en el mismo.

## Titulares

### Cristo de la Vera Cruz
El Cristo de la Vera Cruz fue tallado en Huelva en el año de 1941 por el escultor ayamontino Antonio León Ortega, tal y como puede verse en el sudario de la imagen. La actual imagen del Cristo de la Vera Cruz, viene a sustituir a otra muy antigua, probablemente del siglo XVI, perdida a causa de los disturbios ocasionados por la Guerra Civil.
Nos representa a Cristo, sujeto a la cruz únicamente por los tres clavos, en una fase avanzada de la muerte, donde ya es visible la rigidez cadavérica, caída y tensión de los brazos, abultamiento del tórax, y las piernas abiertas en forma de V soportando el peso del propio cuerpo. La cabeza de la imagen cae al lado derecho, y esta posee tanto la barba como los mechones de pelo tallados en madera. Porta corona de espinas y potencias.
El Cristo de la Vera Cruz procesiona en un paso completamente dorado, en cuya canastilla se nos muestran cartelas con escenas de la vida de San Francisco de Asís. El paso posee 6 juegos de candelabros, siendo los de las esquinas notablemente más altos que los de los laterales, así como respiraderos y faldones de terciopelo verde bordados en oro.

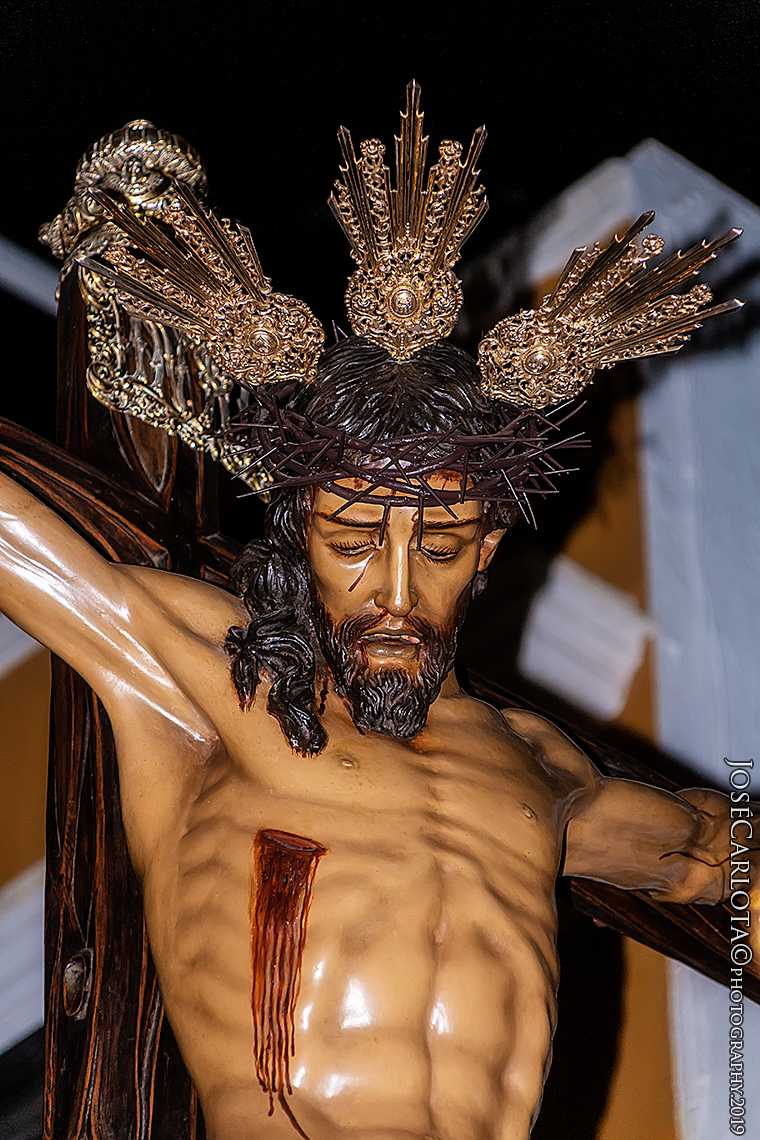
Detalle de la imagen, obra de Antonio León Ortega.

En septiembre de 2016, el Cristo de la Vera Cruz salió en procesión extraordinaria junto con la reliquia del Lignum Crucis de la Hermandad de la Vera Cruz de Sevilla, para conmemorar los 75 años de la bendición de la imagen. Además, en ese mismo año, se restauraron unas antiguas potencias, las cuales solían ser portadas por la antigua imagen del Cristo.

### Santo Entierro de Cristo
La imagen se ha atribuido al imaginero Andrés de Ocampo. La cabeza, tallada y profusamente policromada, tiene rasgos estilísticos que sitúan a la imagen a finales del siglo XVI o a principios del siglo XVII. El rostro, es muy expresivo, y en él se muestra de forma muy realista las consecuencias de la crucifixión, ya que se ve la cabeza de la imagen llena de sangre, y con un moratón en el ojo.
Procesiona en un paso de estilo neobarroco, y luce cuatro candelabros, tallados y dorados cada uno de ellos. Los candelabros, así como los respiraderos y las imágenes de los evangelistas que custodian la urna, son obra de Francisco Domínguez, y todo ello fue realizado después de la Guerra Civil, a diferencia de la urna, que fue realizada a principios del siglo XX.

### María Santísima en su Soledad

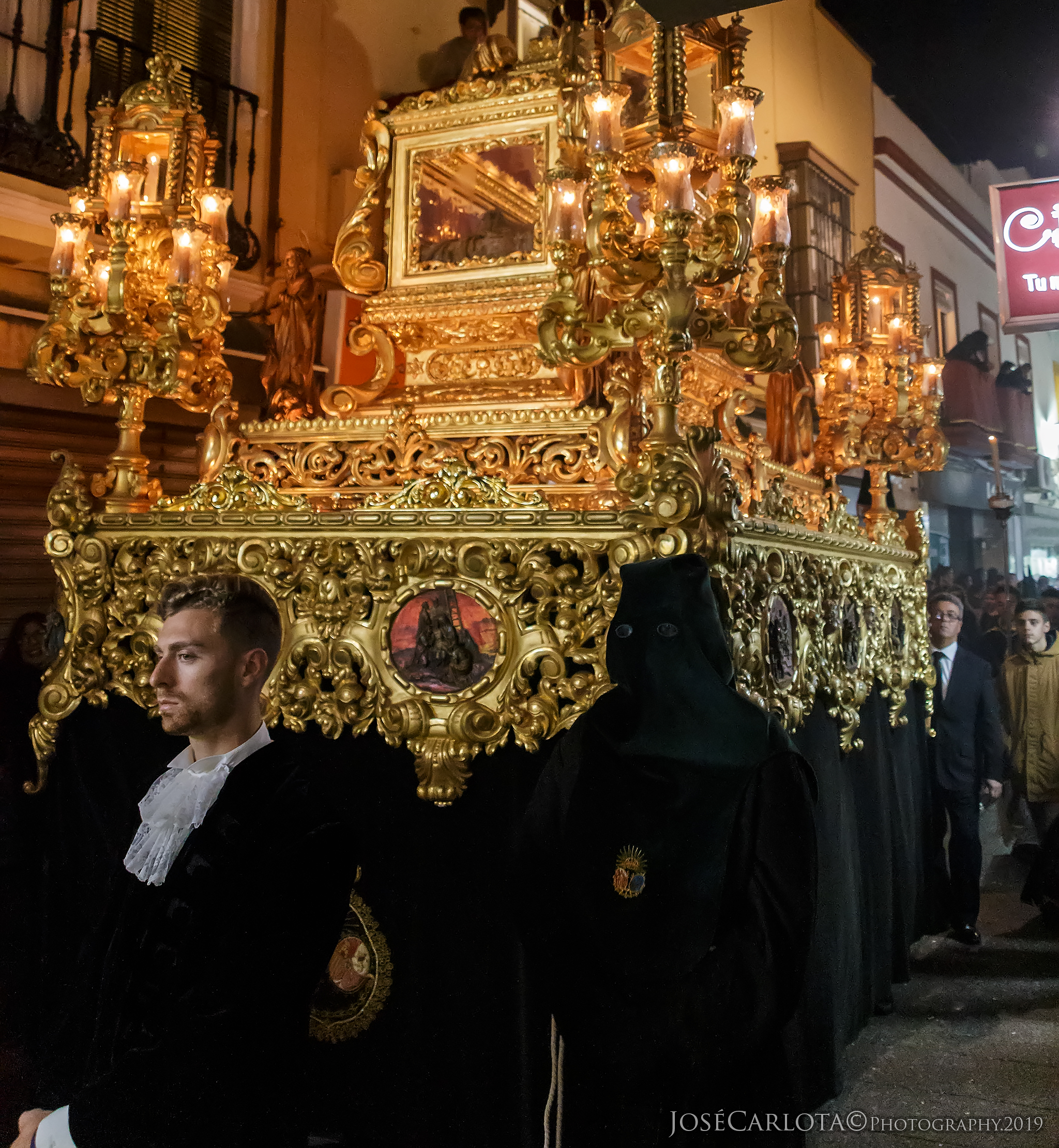
Santo Entierro de Cristo.

La antigua imagen de María Santísima en su Soledad, era muy antigua, posiblemente del siglo XVI, pero se perdió en la Guerra Civil, por eso en 1937, se le encarga al famoso imaginero sevillano Antonio Castillo Lastrucci, que lleve a cabo la reconstrucción de la imagen, que es la que actualmente procesiona por las calles de Ayamonte.
Procesiona con un palio y un manto de terciopelo negro completamente bordados, y sobre su cabeza luce la corona de la Coronación Canónica. Los varales, así como los respiraderos, son de alpaca, y en el centro del respiradero delantero hay una pequeña imagen policromada de la patrona de Ayamonte, la Virgen de las Angustias.
La imagen de María Santísima en su Soledad fue coronada canónicamente en el Paseo de la Ribera de Ayamonte en el año 2000, por tanto, es, junto con Nuestra Señora de las Angustias, la única imagen mariana coronada canónicamente en la ciudad.
En noviembre de 2012, conmemorando los 75 años de la bendición de la imagen, la virgen parte en parihuela hasta el cementerio, pasando por el Asilo de Ancianos.
En junio de 2016, junto con Nuestra Señora de las Angustias y todas las demás imágenes marianas de la Semana Santa de Ayamonte, participó en la Procesión Magna Mariana, desde la Parroquia de Nuestra Señora de las Angustias.

## Casa Museo de la Hermandad de la Soledad
La hermandad posee una Casa Museo en un edificio anexo al Templo de San Francisco, donde se exhibe el patrimonio de la corporación durante todo el año.